# Círculos del Infierno

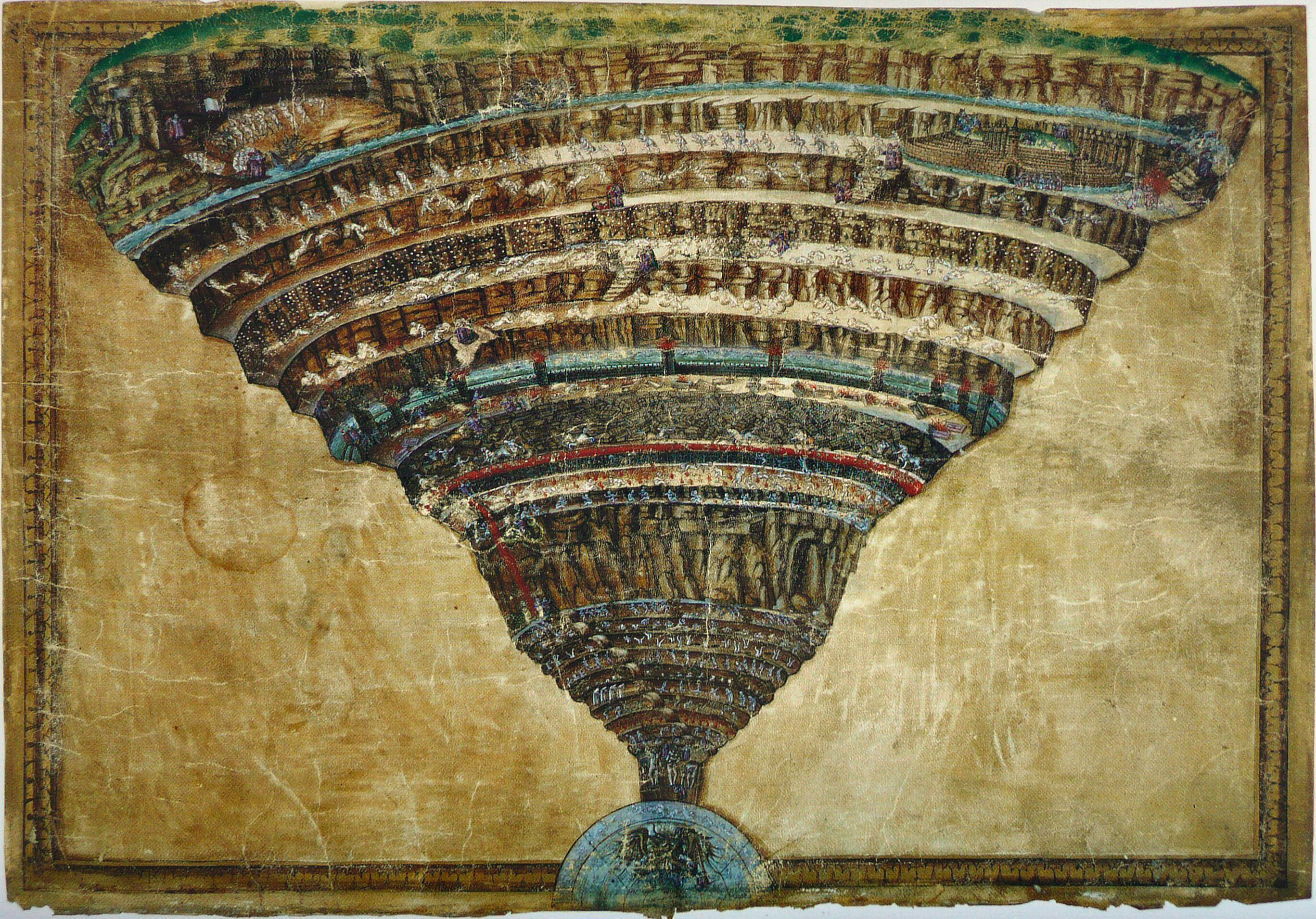
El Infierno visto por Sandro Botticelli (ca. 1480–1495).

Dante Alighieri, en el Infierno, primer canto, describe la visión del propio viaje en el ultratumba. Aquí el Infierno está dividido en círculos que son significativamente nueve, basado en el pensamiento aristotélico-tomístico. La construcción del Infierno está explicada por el autor en el canto XI.
Antes de ingresar a los círculos encontramos la Selva, el Coliseo y la Colina donde Dante se encuentra perdido "en el medio del camino de nuestra vida": detrás de la colina se encuentra la ciudad de Jerusalén, debajo de la cual se imagina cavada la inmensa vorágine del Infierno. Entra entonces por la Puerta del Infierno y penetra así en el Ante-infierno. Superando el río Aqueronte en la barca de Caronte entra en el verdadero Infierno.
Este infierno es un lugar infinito, cuantas más personas entren a este lugar, más crece y así hasta el fin de los tiempos sin ningún límite. 

## Vestíbulo delInfierno
Justo antes de entrar al Infierno se encontraba un espacio en el cual penaban las almas que habían vivido sin cometer méritos ni infamias. Los inútiles, los indecisos, aquellos que a su paso por el mundo no habían dejado huella estaban condenados a correr sin reposo, desnudos, perseguidos por insectos y avispas que los picaban en todo el cuerpo. Su sangre y sus lágrimas, al caer al suelo, alimentaban a una serie de repugnantes gusanos. Estas almas estaban condenadas a nunca cruzar el río Aqueronte, pues carecían de la voluntad para tomar tal decisión.  
Aunque Dante no los cita por su nombre, se ha intentado identificar la descripción de algún personaje con Esaú, Poncio Pilato y, especialmente, el papa Celestino V.

## Primer círculo:Limbo
Se trata del Limbo: en él se encuentran las personas que no han recibido el bautismo y que nacieron privadas de la fe, no pueden disfrutar de la visión de Dios, pero no son castigadas por algún pecado. Su condición ultraterrena tiene muchos puntos de contacto con la concepción clásica de los Campos Elíseos.
Pero según la doctrina cristiana algunas almas pudieron salir del Limbo y acceder al Paraíso: se trata de hecho de los grandes Padres, como Adán, Abel, Noé, Moisés, Abraham, David, Salomón, Isaac, Jacobo, Raquel y muchos otros (en el tercer canto también aparece entre ellos el pagano Rifeo) que vivieron antes del Cristianismo pero que Cristo liberó después de la muerte llevando la insignia de su victoria sobre el mal y causando entre otras cosas daños físicos al Infierno (por ejemplo hizo derrumbarse todos los puentes de las Malebolge, como explica Malacoda a Virgilio en el canto XXI).
Se encuentran aquí: Homero, Horacio, Ovidio, Lucano, Electra, Héctor, Eneas, Julio César, Camila, Pentesilea, Latino, Lavinia, Lucrecia, Julia la Mayor, Marcia, Cornelia, Saladino, Aristóteles, Sócrates, Platón, Demócrito, Diógenes de Sinope, Anaxágoras, Tales de Mileto, Empédocles, Heráclito, Zenón, Dioscórides, Orfeo, Cicerón, Lino, Séneca, Euclides, Ptolomeo, Hipócrates, Avicena, Galeno, Averroes.
Además en el canto XXII del Purgatorio Virgilio nombra compañeros suyos del Limbo en una conversación con Estacio. Ellos son: Terencio, Estacio, Plauto, Vario Rufo (o quizás Varrón), Persio, Eurípides, Antifonte, Simónides de Ceos, Agatón de Atenas, Antígona, Deifile, Argia, Ismene, Hipsípila, Manto (Dante habla de la «hija de Tiresias»: se debe quizás a un despiste, dado que ya la encontramos entre los adivinos en Inf. XXVI), Tetis y Deidamía.

## Segundo círculo:Lujuria
Aquí comienza el verdadero Infierno: de hecho encontramos a Minos que juzga a los condenados según el mito ya presente en Homero y Virgilio.
En el segundo círculo están castigados los pecadores incontinentes y en particular los lujuriosos: ellos son empujados por el aire, vencidos por la tormenta infernal, evidente contrapaso (por analogía) de la pasión que los abrumó en vida.
Están castigados aquí: Semirámide, Dido, Cleopatra, Marco Antonio, Helena, Aquiles, Paris, Tristán, Paolo Malatesta y Francesca de Rímini.

## Tercer círculo:Gula
En el tercer círculo, Dante y Virgilio continúan encontrando pecados incontinentes, en particular golosos: ellos están inmersos en el fango, bajo una lluvia incesante de granizo y nieve, y atacados por Cerbero, guardián de todos los ínfernos según la mitología clásica pero aquí relegado a guardián del tercer círculo.
El contrapaso es más complejo respecto al anterior círculo pero se puede ver igual: en el fango en el cual están obligados a arrastrarse un antítesis del uso refinado que hicieron en vida en el sentido del gusto y, en la avidez del guardián que los maltrata, un reflejo de la avidez y la codicia. En conclusión, se puede decir que está potenciado al máximo el aspecto bestial de la avidez de comida, como se nota también en la degradación que sufre el mismo Cerbero respecto a su breve aparición en la Eneida (de hecho, Dante maximizó la monstruosidad del aspecto físico así como en el objeto que se le tira: una focaccia somnífera en la Eneida, pero acá un puño de tierra).
Aquí está castigado Ciacco.

## Cuarto círculo:Codicia

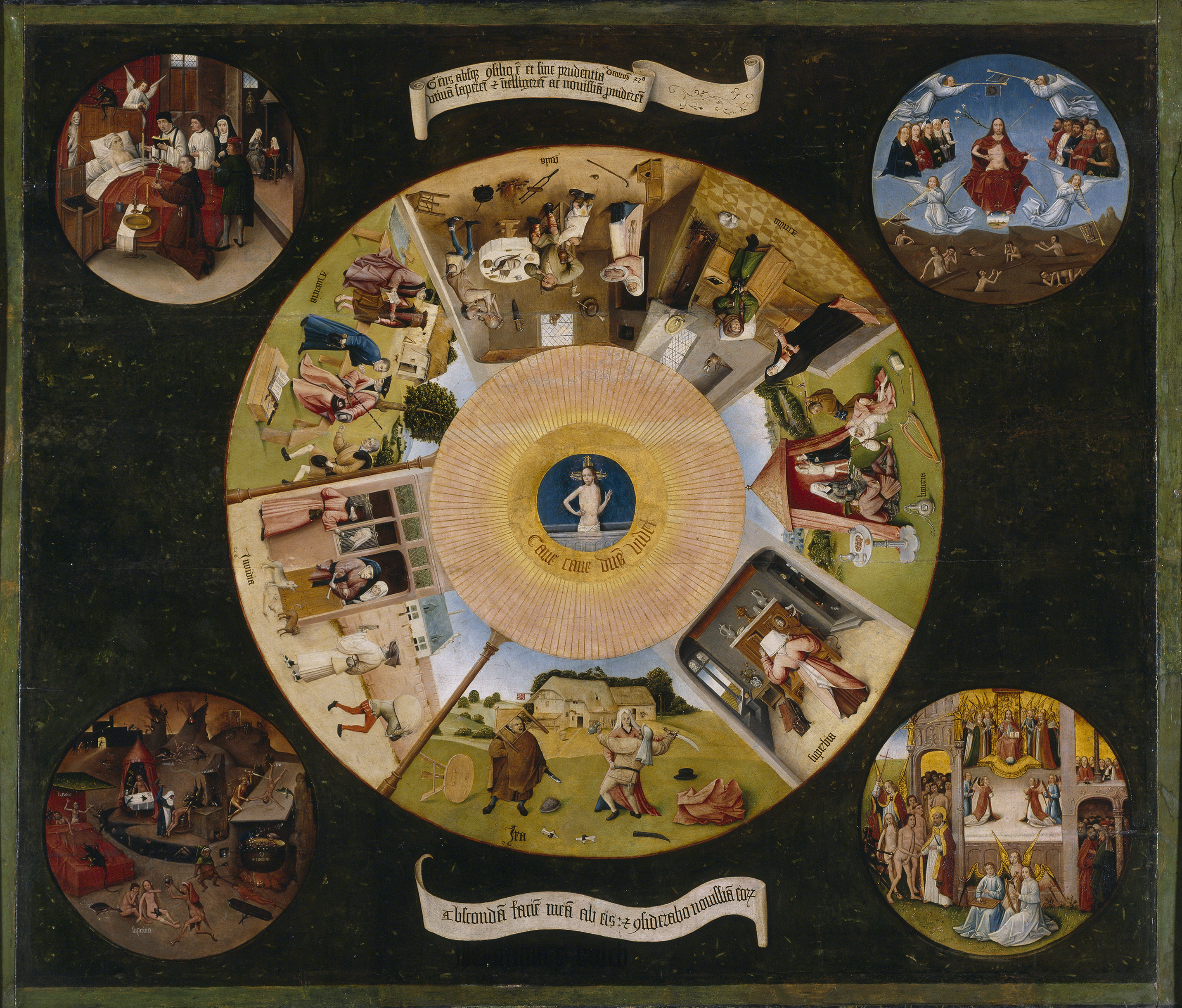

Los pecadores de incontinencia del cuarto círculo son los avaros y los pródigos, condenados a empujar enormes pesos de oro, divididos en dos grupos que cuando se encuentran se injurian: la grandeza del peso que los oprime simboliza la cantidad de bienes terrenales que acumularon o gastaron, dedicándose enteramente a esto en vida.
El guardián del círculo es Plutón, rey del Averno, que Dante confunde quizás con Pluto, dios de la riqueza.

## Quinto círculo:Ira
Este círculo es el último en el cual se encuentran pecadores castigados por su incontinencia: aquí están los iracundos y los perezosos: los primeros, inmersos y los segundos, sumergidos en el pantano del Estigia. Los primeros estuvieron inmersos en el fango de su propia rabia, y ahora se golpean y se injurian eternamente, mientras los segundos gastaron su vida en la inmovilidad del espíritu, y por eso están hundidos, privados de aire y palabra así como en vida se privaron de las obras.
El custodio, también barquero sobre el Estigia, es Flegias, alegoría de la ira: su figura es tomada de la mitología, siendo él el rey de los Lápitas que incendió el templo de Delfos para vengarse de Apolo, que había seducido a su hija, como narran Virgilio y Estacio.
Se ha planteado la hipótesis de que en el pantano se encuentren los soberbios y los envidiosos, ya que no aparecen en ninguna otra parte, pero viéndolo mejor, los modos en los cuales un hombre puede pecar  son infinitos y por eso las culpas están repartidas en grandes categorías, según una justicia divina que resulta inescrutable para la lógica humana. Notamos después cómo la soberbia y la envidia serán castigadas en el Purgatorio no como culpas precisas, sino como tendencias del carácter, diferencia que distingue bien a ambos reinos.
Filippo Argenti es castigado aquí por su ira.

## Sexto círculo:Herejía
El sexto círculo está dentro de los muros de la ciudad de Dite, en la mitología homónimo de Plutón, y aquí vigilada por una multitud de diablos y por las Furias o Erinias (el primero es el nombre en latín, el segundo en griego). Estas son tres, Megera, Alecto y Tisífone, son las diosas de la venganza y personifican el remordimiento por un delito cumplido que perseguía al criminal.
Aquí son castigados los herejes (entre los cuales los epicúreos, que negaron la supervivencia del alma) en sepulcros en llamas: la idea probablemente está tomada de la pena a la cual estaban castigados los herejes en los tribunales terrenales, es decir la hoguera, en cuanto el fuego era considerado símbolo de purificación y correspondía a la luz que ellos pretendían expandir con sus doctrinas. En el Infierno los seguidores de cada secta están juntos, en contraste a la discordia y a la división que en cambio llevaron en la Iglesia, mientras que el sepulcro alude a la negación de la inmortalidad del alma (aunque no todas las herejías la negaban).
Los heresiarcas no están incluidos en las grandes categorías de la incontinencia y de la malicia, sino que forman una clase distinta. De hecho, estos creyeron poder escapar al juicio normativo de Dios, pero no fueron inmunes a su castigo. Naturalmente son distintos también de los condenados del primer círculo, los cuales no son verdaderos condenados en cuanto la de ellos fue simple ignorancia, y no una libre elección.
Aquí son castigados: Farinata degli Uberti, Cavalcante dei Cavalcanti, Federico II, Ottaviano degli Ubaldini, Papa Anastasio II.

## Séptimo círculo:Violencia
Al séptimo círculo se accede después de haber superado los restos de una grieta, provocada por el terremoto que movió la tierra al morir Cristo. Esta marca una gran diferencia respecto a la parte superior del Infierno: de hecho los condenados de los últimos tres círculos son culpables de haber puesto malicia en sus respectivas acciones. El custodio del círculo es el Minotauro, que representa la «loca bestialidad», es decir la violencia que equipara los hombres a las bestias. Aquí son castigados los violentos, divididos en tres grandes giros:

### Primer giro
Los violentos contra el prójimo, es decir, los homicidas, los criminales, los tiranos, los violadores y los bandidos se encuentran inmersos en el Flegetonte, un río de sangre hirviente que simboliza la que derramaron en vida, y son atormentados por los centauros armados de arcos y flechas, que también representan la violencia y la fuerza bestial. Los condenados están inmersos en el río en distintas proporciones según la gravedad de la culpa y son atravesados por las flechas disparadas por los susodichos centauros si intentan salir más de lo establecido.
Aquí son castigados los tiranos: Alejandro de Feres, Dionisio I de Siracusa, Ezzelino III de Romano, Obizzo II de Este, Atila, Pirro Neoptólemo y Sexto Pompeyo; el homicida Guido de Montfort; los bandidos: Rinieri da Corneto y Rinieri de' Pazzi.

### Segundo giro
Los violentos contra sí mismos están divididos en dos categorías netamente distintas por la diversidad de sus penas: los suicidas son transformados en árboles por haber querido voluntariamente renunciar a su naturaleza humana, y de hecho no podrán nunca recuperarla. El día del Juicio Final, cuando los condenados y los benditos tomen sus cuerpos para sufrir y gozar del modo más intenso, los suicidas se limitarán a colgar a las ramas del propio árbol el cuerpo recuperado. Ellos son además castigados por las harpías, criaturas mitológicas con cuerpos de buitre y caras de mujer, que en la Eneida profetizaban a los troyanos hambre y desgracias.
En cambio los derrochadores, que en vida destruyeron y desgarraron su sustancia patrimonial, aquí son desgarrados por lebreles famélicos. Estos son distintos de los pródigos del cuarto círculo ya que no solo no tuvieron mesura a la hora de gestionar su patrimonio, sino que también tenían objetivos destructivos, y de esta manera destruían su propia sustancia. Son por lo tanto víctimas de una caza infernal, muy parecida a aquellas narradas en el Medioevo (el ejemplo más famoso se encuentra en el Decamerón de Boccaccio, en el cuento de Nastagio degli Onesti), y de ese modo también acrecientan el sufrimiento de los suicidas.
Aquí son castigados los suicidas: Pier della Vigna y un anónimo florentino. Y los derrochadores Lano de Siena y Jacopo de Sant'Andrea.

### Tercer Giro
Los violentos contra Dios, la naturaleza y el arte son, de hecho, divididos en tres grupos: los blasfemos yacen inmóviles sobre la arena ardiente y bajo una incesante lluvia de fuego; los sodomitas en cambio corren incesantemente bajo el fuego, y, finalmente, los usureros ("violentos contra las artes" en cuanto violentos contra el derecho humano al trabajo) están sentados en la lluvia de fuego. No existe una guardia para este grupo en específico, pero hay un guardián del séptimo círculo completo, es decir, el Minotauro.
El contrapaso una vez más se refiere a las sanciones impuestas en la Edad Media a los crímenes contra los dioses: la hoguera. En el caso de los sodomitas notamos una relación con el episodio de la Biblia de la destrucción de Sodoma y Gomorra justamente bajo una lluvia de fuego. Se nota también cómo los usureros resultan irreconocibles a los ojos de Dante, que los identifica solo por el escudo de la familia, el cual llevan colgado como una condena global de la sociedad a la que pertenecen. Son irreconocibles también los avaros y pródigos del cuarto círculo, connotándolos como ciegos por el amor a los bienes terrenales, que al alejarlos de los bienes celestes distorsiona también la naturaleza humana.
Aquí se castiga como blasfemo: Capaneo. Son castigados como contra naturaleza: Brunetto Latini, Prisciano de Cesaría, Francesco d'Accorso, Andrea dei Mozzi, Guido Guerra, Tegghiaio Aldobrandi, Jacopo Rusticucci y Guglielmo Borsiere. Y aquí se castigan como usureros a un Gianfigliazzi, un Obriachi y un Scrovegni.

## Octavo círculo:Fraude
El octavo círculo aún castiga a los pecadores que usaron la malicia, pero esta vez en modo fraudulento contra los que no son de confianza. Tiene una forma muy peculiar que Dante describe con cuidado: está ubicado en un profundo foso en el medio del cual hay un pozo (la parte más profunda del Infierno). Entre el banco y los pozos se excavan diez zanjas inmensas conectadas por acantilados rocosos que actúan como puentes. Estas zanjas son las diez fosas del octavo círculo, llamadas colectivamente "Malebolge", un término acuñado por Dante como los nombres de los demonios que guardan algunos hoyos, como los Malebranche de la quinta (bolgia originalmente significaba "bolsa", mientras que su uso moderno naturalmente deriva de la Divina Comedia). El custodio de Malebolge es Gerión, símbolo de fraude, según las palabras del poeta que lo presentó en el Canto XVII (v. 7 "imagen sucia de fraude). De hecho, él tiene "cara de hombre justo" y el cuerpo de serpiente (otra imagen emblemática del mal de las primeras páginas de la Biblia), y su cola bifurcada representa la subdivisión entre el octavo y noveno círculo, es decir, respectivamente, el fraude hacia quienes no se confía, y contra los que se confía, mientras que la piel multicolor representa la diversidad del engaño, como se ve en las diez fosas:

### Primera fosa (rufianes y seductores)
En la primera fosa se castiga a los proxenetas y a los seductores, es decir, aquellos que sedujeron en nombre de los demás y por cuenta propia: se dividen en dos formaciones que recorren la fosa, golpeados por latigazos por parte de "cornudos demonios". El contrapaso es más bien genérico, ya que los azotazos en la Edad Media, eran un castigo común en muchos tipos de delitos menores: Dante, sin embargo hace hincapié en la desnudez de los pecadores, que por supuesto se refiere a las fechorías que hicieron en vida.
Aquí se castiga como proxeneta: Venedico Caccianemico, y como seductor: Jasón.

### Segunda fosa (aduladores)
En la segunda fosa, tratada en el mismo canto precedente son castigados los aduladores, que se encuentran en excrementos humanos, digno contrapaso por la obscenidad moral de sus pecados.
Son castigados aquí: Alessio Interminelli y Thais.

### Tercera fosa (simoníacos)
En el hoyo tercero son castigados los simoníacos, que hicieron mercimonio de los bienes espirituales y sobre todo de oficios eclesiásticos. Se encuentran del revés en los agujeros de los que solo aparecen los pies, rodeados por las llamas. Ellos que son tan grandes en bolsas que en vida llenaron de dinero, convirtiendo sus funciones en favor de los bienes puramente terrenales y no divinos. La llama que lame sus pies se refiere a la llama del Espíritu Santo que cayó sobre la cabeza de los apóstoles y de María.
Se castiga aquí: Papa Nicolás III.

### Cuarta Fosa (adivinos)
En la cuarta fosa se castiga a los adivinos y a los magos, quienes caminan con la cara distorsionada hacia atrás, en contraste con el pretexto de ver el futuro: mediante la arrogancia y el engaño de las personas se proclamaban tener las facultades reservadas exclusivamente a Dios. Sin embargo, no deben ser confundidos los astrólogos con los adivinos: en la Edad Media se consideraba a la astrología una ciencia que trataba de los astros y sus influencias, y el propio Dante en varias ocasiones se refiere, por ejemplo, cuando afirma ser nacido bajo Géminis, mientras que la cuestión de cómo estas influencias son consistentes con el libre albedrío se considera, asimismo, en todo caso aquí insiste en el engaño, la pretensión de ser capaz de ver y cambiar el futuro, lo cual, según Dante, es falso.
Son aquí castigados: Anfiarao, Tiresias, Arunte, Manto, Calcas, Eurípilo, Miguel Escoto, Guido Bonatti.

### Quinta Fosa (barateros)
La quinta fosa está compuesta por un lago de brea hirviente en el cual son inmersos los malversadores y corruptos, aquellos que tomaron provechos ilícitos de sus cargos públicos. A cuidar la bolgia hay un grupo de diablos llamados los Malebrache, que castigan con sus ganchos a los condenadores que intentan salir de la brea: Dante, con gran despliegue de fantasía, nombra algunos: Malacoda, Barbariccia, Alichino, Calcabrina, Cagnazzo, Libicocco, Draghignazzo, Ciriatto, Graffiacane, Farfarello, Rubicante. Como los diablos mismos se burlan del condenado, la inmersión en la brea alude a la vida que tuvieron, mientras que la sustancia será justificada por su viscosidad, que hace referencia al modo en el que engañaron a la gente en vida.
Son aquí castigados: un anónimo de Lucca, Fray Gomita y Miguel Zanche.

### Sexta fosa (hipócritas)
En el hoyo sexto son castigados los hipócritas, que están vestidos con pesadas capas de plomo, doradas al exterior, con evidente alusión al contraste entre la aparición de "oro", agradable, que los hipócritas muestran al mundo exterior, y sus interioridad falsa, agobiada por los malos pensamientos: esta pena puede haber sido sugerida a Dante de la etimología que Uguccione de Pisa da a la palabra "hipócrita", como algo que una persona que "esconde algo debajo del oro, bajo una apariencia dorada".
Una subcategoría particular de hipócritas está representado por los miembros del Sanedrín, que condenaron a Cristo a la muerte "en beneficio de todo el pueblo", pero causando la ruina de los judíos: con evidente contrapaso están crucificados en la tierra, en medio del camino, de modo que los hipócritas que se caminan con las capas pesados los pisan.
Aquí son castigados: Catalano dei Malavolti y Loderingo degli Andalò y son crucificados en la tierra: Caifás, Anás y los fariseos.

### Séptima fosa (ladrones)
En la fosa séptima los ladrones son castigados, colocados entre las serpientes con sus manos atadas por serpientes, y transformados en estas: estos animales son el símbolo por excelencia del demonio, del engaño, como se lee en el Génesis, donde a engañar al Adán y Eva es Satanás en forma de serpiente. En este caso en particular el uso de este animal se justifica por la naturaleza insidiosa de los ladrones, cuyas manos están atadas porque estas cometieron el delito. Además la transformación de sus figuras se puede interpretar como un contrapaso, precisamente porque su naturaleza es lo único que tienen en el Infierno, sin embargo, también son despojados de eso.
El guardián y condenado de este pozo es Caco, un personaje mitológico que fue un ladrón y asesino, y que Dante hace centauro, señalando que no se encuentra con los demás en el séptimo círculo porque además de ser violento también era ladrón.
Estos son castigados: Vanni Fucci, Cianfa Donati, Agnolo Brunelleschi, Buoso Donati, Puccio Sciancato y Francesco de' Cavalcanti.

### Octava fosa (malos consejeros)
En el hoyo octavo se castiga a los consejeros fraudulentos, que andan encerrados en llamas: la lengua de fuego es la imagen de la lengua con la que pecaron, dando consejos engañosos, y de hecho también tienen dificultad para hablar, como lo vemos en el diálogo entre Dante y Ulises y luego entre Dante y Guido da Montefeltro.
Se castiga aquí a: Ulises, Diomedes y Guido da Montefeltro.

### Novena fosa (sembradores de discordia)
En el hoyo noveno se castiga a los sembradores de la discordia o la maldad, que pueden ser sembradores de la discordia religiosa, que es responsable de los cismas, política, responsable de las guerras civiles, o más generalmente para los hombres y las familias. Ellos están mutilados por un demonio espadachín que vuelve a abrir sus heridas tan pronto como se cierran, enfatizando con la separación de sus órganos las perennes divisiones que causaron en la humanidad.
Estos son castigados: Ali Ibn Abi Talib, Mahoma, Pier da Medicina, Gayo Escribonio Curión, Mosca dei Lamberti, Bertran de Born, Geri del Bello.

### Décima fosa  (falsarios)
En la última zanja del octavo círculo se castiga a los falsificadores, a los que en vida falsificaron metales, personas, dinero o palabras. Están sufriendo de enfermedades horribles que les deforman: los falsificadores de metales tienen lepra, los de personas rabia, los de monedas hidropesía acompañada de una sed incesante y los de palabras fiebre. Estas enfermedades los desfiguran, así como en vida ellos desfiguraron la realidad.
Aquí se castigan como falsificadores de metales Grifolino d'Arezzo, Capocchio; como falsificadores de personas: Gianni Schicchi y Mirra; como falsificadores de monedas: Mastro Adamo; y como falsificadores de palabras: Zuleica (esposa de Putifar) y Sinón.

## Noveno círculo:Traición
El noveno y último círculo del Infierno castiga todavía a los culpables de malicia y fraude, pero esta vez contra quienes se fiaron. El noveno círculo está materialmente separado del precedente por un inmenso pozo, y en la estructura misma del poema está resaltado por la inserción de un "canto de pasaje", pero igualmente muy importante. En este pozo están castigados los gigantes, que están fuera de la estructura ternaria del Infierno de la misma forma que son extraños a la naturaleza humana, más allá de que se parezcan: ellos son al mismo tiempo condenados y custodios del último círculo, que está de esa forma encuadrado por titánicas figuras de rebeldes contra la divinidad, los Titanes justamente que se rebelaron a Urano para ser posteriormente derrocados por sus hijos y Lucifer que a pesar de ser el más bello y potente de los ángeles se rebeló contra Dios, su creador. Ahora, por contraste por haber querido elevarse usurpando un poder que no es de ellos, todas estas figuras están inmovilizadas en lo más profundo del Infierno: aquí en particular encontramos a los gigantes, encadenados a las paredes del pozo desde el ombligo hacia abajo. Solo Anteo está en parte más libre, dado que no participó en la guerra de sus hermanos contra Júpiter.
Están aquí castigados: Nemrod, Efialtes, Briareo, Ticio, Tifón y Anteo.
El último círculo está constituido por un inmenso lago de hielo, llamado Cocito, formado así gracias al movimiento de las alas de Lucifer. Están aquí castigados los traidores de quienes se fiaron, simbolizado por la frialdad del hielo, así como fueron fríos sus corazones y sus mentes en pecar, en contraposición a la caridad, tradicionalmente simbolizada por el fuego; siendo este infierno helado más similar al Helheim nórdico. Pero se puede notar un contrapaso también en la materia misma del poema: si su aislamiento respecto al resto del Infierno está enfatizado por la inserción de un canto y de un nuevo proemio al inicio del sucesivo, el clima traicionero en el cual actuaron en vida estos condenados está bien representado con el clima que Dante recrea, clima de silencios y de tácitos, que no dice casi nunca abiertamente el pecado por el cual están castigados, y que cuando se alarga en un discurso más amplio parece querer esconder los detalles importantes, como en el discurso del conde Ugolino, que narrando su muerte no dice cual fue su culpa, ni en qué forma el arzobispo los traicionó. Además el Cocito está dividido en cuatro zonas, sin embargo, en contraste con la gran variedad de culpas y penas en Malebolge y en general en los círculos precedentes, es sustancialmente uniforme: casi igual es la pena, como igual fue la culpa: se nota de hecho que, más allá de la superficial subdivisión de estos condenados en traidores de los parientes, de la patria etc., incurrieron en sus vidas en más de una traición. Quien traicionó a sus parientes traicionó al mismo tiempo al partido (los hermanos Alessandro y Napoleone degli Alberti) o húespedes (Fray Alberigo y Branca Doria), Ganelón traiciona al rey Carlomagno que es también su tío, etc.

### Primera zona
La primera zona del noveno círculo es la Caina, llamada así por Caín, quien mató a su hermano Abel. Justamente aquí están los traidores a los allegados, sumergidos en hielo hasta la cabeza con la cara hacia abajo.
Aquí se castiga a Caín, Alessandro Alberti, Napoleone degli Alberti, Mordred, Vanni de' Cancellieri, Mascheroni Sassolo y Camicione de' Pazzi.

### Segunda zona
La segunda zona del noveno círculo es la Antenora, que debe su nombre al troyano Antenor que traicionó a su ciudad: aquí están, de hecho, los traidores al partido sumergidos con la cara hacia arriba, o con hielo que cubre la mitad de la cabeza.
Aquí son castigados: Antenor, Bocca degli Abati, Buoso da Duera, Tesauro dei Beccaria, Gianni de' Soldanieri, Ganelón, Tebaldello Zambrasi, Ugolino della Gherardesca y Ruggieri degli Ubaldini

### Tercera Zona
El tercer lugar del noveno círculo es la Tolomea que lleva su nombre en honor al faraón egipcio Ptolomeo que traicionó al huésped Sexto Pompeyo (o deriva el nombre del gobernador de Jericó, que traicionó y mató a su suegro Simón Macabeo, sumo sacerdote, y a sus dos hijos). De hecho aquí están los traidores de los huéspedes, sumergidos en el hielo con la cabeza echada hacia atrás, para que se les congelen las lágrimas en los ojos, evitando dar rienda suelta a la pena en lágrimas.
Aquí son castigados: Ptolomeo, Fray Alberigo y Branca Doria.

### Cuarta zona
La cuarta área del noveno círculo es la Judeca, llamado así por Judas, que traicionó a Jesús, benefactor de la humanidad. Aquí están los traidores de los benefactores, plenamente inmersos en el hielo, pero en diferentes posiciones, "Unas están yacientes; otras erectas, / ésta cabeza abajo, aquella de pie, / otra, como un arco, el rostro al pie devuelve" (vv. 13 - 15). Estas cuatro posiciones tienen significados diferentes, a saber, los que "yacen" traicionaron a sus pares, aquellos con la cabeza hacia arriba han traicionado a sus superiores (por ejemplo, a sus señores) y los que tienen los pies hacia arriba a sus inferiores (por ejemplo, a sus súbditos), mientras que los que están doblados habrían traicionado a ambos (Francesco da Buti).
En el infierno más profundo, castigados por el mismo Lucifer, el primer gran traidor, están los traidores de las más altas instituciones, creadas bajo la voluntad de Dios para el bien de la humanidad: ellas son tres, y por lo tanto son tres las bocas de Lucifer en el que son masticados, en analogía evidente con el concepto de unidad y la Trinidad de Dios. Lucifer, el principio de todo mal, tiene en la boca central a Judas Iscariote, el traidor de Cristo, que desciende de él la autoridad espiritual, desgarrado su cuerpo con los dientes. En las bocas laterales, con la cabeza hacia afuera, están Marco Junio Bruto y Cayo Casio Longino, que conspiraron contra César y, por lo tanto, traidores del imperio. "Las dos máximas potestades fueron ambas preordenadas por Dios como guías a la humanidad para conseguir respectivamente la felicidad ultramundana y aquella terrenal" (Natalino Sapegno).